# Werner Hink
Werner Hink (* 18. März 1943 in Wien; † 21. Mai 2024) war ein österreichischer Violinist und langjähriger Konzertmeister des Staatsopernorchesters sowie Mitglied der Wiener Philharmoniker.

## Leben
Werner Hink erhielt im Alter von sechs Jahren seinen ersten Violinunterricht am Konservatorium der Stadt Wien bei Luise Bilek. 1962 setzte er sein Studium bei Franz Samohyl an der damaligen Wiener Musikakademie fort und legte im selben Jahr die Diplomprüfung für das Konzertfach Violine mit Auszeichnung ab. Er wurde am Hetzendorfer Friedhof bestattet.

## Karriere
Am 1. Januar 1964 wurde Hink als Primgeiger im Orchester der Wiener Staatsoper engagiert. Bereits am 1. November 1965 wurde er in den Verein der Wiener Philharmoniker aufgenommen. Nach erfolgreichen Probespielen avancierte er 1967 zum Stimmführer der Primgeigergruppe. Er wurde 1974 zum Konzertmeister der Wiener Philharmoniker ernannt und hatte diese Position bis zu seiner Pensionierung 2008 inne. Er spielte dort mit allen großen Dirigenten unserer Zeit, von Herbert von Karajan, Leonard Bernstein und Carlos Kleiber bis hin zu GMJO-Gründer und Musikdirektor Claudio Abbado und vielen anderen.

### Kammermusik
Neben seiner Tätigkeit im Orchester widmete sich Werner Hink der Kammermusik. Er gründete 1964 das Wiener Streichquartett, mit dem er weltweit konzertierte und zahlreiche Tonträger einspielte. Zudem feierte er große internationale Erfolge mit dem von ihm geleiteten "Wiener Oktett" und dem Klaviertrio mit Jasminka Stančul und Fritz Dolezal. Seit 1974 war Werner Hink Mitglied der Wiener Hofmusikkapelle. und seit 1982 Professor für Violine an der Musik und Kunst Privatuniversität der Stadt Wien.

### Lehrtätigkeit
Ab 1982 leitete Werner Hink eine Violinklasse am Konservatorium Wien, wo er zahlreiche Schüler ausbildete und seine musikalischen Kenntnisse weitergab.
Im Jahr 2009 wurde Werner Hink Violinlehrer des Gustav Mahler Jugendorchesters (GMJO), er war Leiter der Streicherabteilung und Mitglied der Prüfungsjury, sowie Vorstandsmitglied des GMJO und hatte somit für viele Jahre eine Schlüsselrolle bei der Entwicklung und dem Erfolg des GMJO.

## Auszeichnungen
- Verleihung des Berufstitels Professor
- Ehrenkreuz für Wissenschaft und Kunst[4]
- Großes Ehrenzeichen für Verdienste um die Republik Österreich[5]